# Amical Club Mouzon
L'AC Mouzon est un ancien club français de football basé à Mouzon dans le département des Ardennes.
Bien que conservant sportivement sa place en Division 3 à l'issue de la saison 1973-1974, le club fusionne avec le Club sportif Sedan Ardennes alors vingtième et dernier de Division 1 pour former le Club sportif Sedan Mouzon Ardennes.

## Histoire
Le club participe pour la première fois au championnat de Division d'Honneur du Nord-Est en 1966 et obtient son premier titre régional deux ans plus tard en 1968. Lors de cette première saison en CFA, il termine dernier du groupe Est et retourne au niveau régional.
Le second titre régional arrive seulement deux ans après le premier avec une montée en Division 3 qui se termine cette fois-ci par une première place du groupe Est et une montée en Division 2 pour la saison 1971-1972.
Le club ne restera qu'une saison à ce niveau et reviendra en Division 3 durant deux saisons avant de fusionner avec le Club sportif Sedan Ardennes pour donner le Club sportif Sedan Mouzon Ardennes.

## Palmarès
- Une saison en Division 2 : 1971-1972
- Premier du groupe Est de Division 3 en 1971
- Champion du Nord-Est[1] : 1968, 1970
- Saison 1967-1968 : 16ème de finale de la coupe de France

## Anciens joueurs
- Éric Danty
- Maxime Fulgenzy
- Michel Leflochmoan
- Gérard Tonnel
- Patrick Zagar